# Роусон, Джонатан
Джонатан Роусон (англ. Jonathan Rowson; 18 апреля 1977, Абердин) — шотландский шахматист, гроссмейстер (1999).
Трёхкратный чемпион Шотландии (1999, 2001 и 2004), трёхкратный чемпион Великобритании (2004—2006).
В составе сборной Шотландии участник шести Олимпиад (1996, 2000—2008).

## Изменения рейтинга
| Графики недоступны из-за технических проблем. См. информацию на Фабрикаторе и на mediawiki.org. |